# Henry Fiol
Henry Fiol (* 16. Januar 1947 in New York City) ist ein US-amerikanischer Sänger, Komponist, Perkussionist und Liedermacher. Sein Vater war Puerto-Ricaner, seine Mutter US-Amerikanerin mit italienischen Wurzeln. Er hat drei Söhne. Er studierte Kunst am Hunter College in New York und begann sein Berufsleben als Kunstlehrer an katholischen Schulen und dann als Berater von Schülern mit Verhaltensstörungen an staatlichen Schulen New Yorks.
Fiol zeichnete die Cover seiner Langspielplatten selbst und gewann 1978 den Preis der Zeitschrift Latin New York für das beste Cover des Jahres mit dem Album "Siempre Seré Guajiro" von Saoco. Seit CDs mit ihrem kleineren Coverformat die LPs verdrängten, bevorzugt er fotografische Gestaltungen.
Seine Musikerkarriere begann er zu Beginn der 1970er Jahre als Congaspieler und unterstützender Sänger. Von 1974 bis 1978 spielte er mit der Gruppe Saoco, die er mit gegründet hatte. Er war Sänger und spielte Congas. Von 1980 bis 1982 nahm er als Solist Platten auf und hatte mehrere Nummer 1 Hits in Kolumbien, Venezuela, Ecuador und der Dominikanischen Republik und bereiste Lateinamerika. Von 1983 bis 1984 gründete er "Corazón" mit der charakteristischen Besetzung von Trompete und Tenorsaxophon. Zwischen 1983 und 1987 gründete er das Plattenlabel Corazón Records und nahm sein Markenzeichen der schwarzroten Kleidung mit dem Symbol des Herzens an. Von 1987 bis 1991 trat er wieder als Solist auf. 1989 nahm er ein Album mit seinem Sohn Orlando auf, 1990 besetzte er seine Band neu mit einer weiteren Trompete. Obwohl er Noten weder schreiben noch lesen kann, komponiert er auch. Seine Tourneen führten ihn unter anderem auch nach Kanada und Europa.

## Diskografie
- Fe, Esperanza, Y Caridad, 1980
- El Secreto, 1981
- La Ley de la Jungla, 1983
- Renacimiento, 1989
- Sonero, 1990
- Creativo, 1991